# س.م. أبول كالام
س.م. أبول كالام (بالإنجليزية: S.M. Abul Kalam) هو سياسي من رابطة عوامي في بنغلاديش، شغل منصب سفير بلاده لدى الكويت.

## الحياة المبكرة
تخرّج أبو كالام من جامعة دكا.

## المسيرة المهنية
ترشح أبو كالام في الانتخابات البرلمانية عام 2001 ممثلًا عن رابطة عوامي في دائرة تشيتاغونغ-10، لكنه خسر أمام مرشح الحزب الوطني البنغلاديشي مرشد خان.
شغل أبو كالام عدة مناصب، منها عضوية هيئة تنمية تشيتاغونغ، ورئاسة غرفة تجارة وصناعة تشيتاغونغ، وعضوية مجلس إدارة بنك أرجاني، إضافة إلى كونه عضوًا في بورصة تشيتاغونغ، ونائب رئيس رابطة عوامي لمدينة جنوب تشيتاغونغ.
في 20 مارس 2016، تم تعيينه سفيرًا لبنغلاديش لدى الكويت. انتهت فترة عمله في 19 أبريل 2020، لكن الحكومة مددت عقده حتى 31 يوليو من العام نفسه.
خلال جائحة فيروس كورونا في مايو 2020، صرّح أبو كالام بأن آلاف العمال البنغلاديشيين المهاجرين في الكويت قد يُجبرون على العودة إلى بلادهم. وفي يناير 2019، تعرضت السفارة البنغلاديشية في الكويت لاقتحام وتخريب من قبل بعض العمال المهاجرين احتجاجًا على تأخر صرف الأجور، بحسب ما ذكره أبو كالام.
كما دافع أبو كالام عن محمد شاهيد الإسلام، عضو البرلمان البنغلاديشي، الذي احتُجز في الكويت من قبل إدارة التحقيقات الجنائية بتهم تتعلق بالاتجار بالبشر. وكتب رسالة إلى وزارة الخارجية البنغلاديشية لدعمه أثناء التحقيق. ووفقًا لعدد من الصحفيين البنغلاديشيين المقيمين في الكويت، فقد طلب أبو كالام من السلطات الكويتية ترحيل بعض الصحفيين أو إدراجهم على القوائم السوداء لمنع عودتهم، وقام بترحيل مراسل قناة جمنه إحسان الحق خوكون بعد تغطيته احتجاجات العمال.
وقد صرّح أيه كيه عبد المومن، وزير خارجية بنغلاديش، أن أبو كالام لم يبلّغ الوزارة باعتقال شاهيد، وأنه رغم شغله منصب السفير في الكويت لنحو خمس سنوات، فإنه لم يتمكن من الحصول على تفاصيل حول احتجازه أو التهم الموجهة إليه.